# John P. Ryan
John P. Ryan (ur. 30 lipca 1936 w Nowym Jorku, zm. 20 marca 2007 w Los Angeles) – amerykański aktor charakterystyczny. Często obsadzany był w rolach złoczyńców, twardych gliniarzy i oficerów wojskowych, współpracował ze znanymi reżyserami, takimi jak Bob Rafelson, Francis Ford Coppola, Andriej Konczałowski, Arthur Penn, Philip Kaufman i rodzeństwa Wachowski, a także często pojawiał się w filmach z udziałem jego prawdziwego przyjaciela Jacka Nicholsona.

## Życiorys
Urodził się w Nowym Jorku jako syn irlandzkich emigrantów. Ukończył Rice High School i studiował język angielski w City College w Nowym Jorku, gdzie po raz pierwszy zainteresował się aktorstwem. Przez sześć lat służył w Armii Amerykańskiej. Studiował w Actors Studio.
Występował na Broadwayu w przedstawieniach: Dama kameliowa (1963) w roli kupca, Yerma czyli Bezpłodna (1966) jako wieśniak, Daphne w domku D (1967) w roli Josepha, Samobójstwo miłosne w koszarach Schofield (1972) jako major Cassidy i tragedii Eurypidesa Medea (1973) w roli Jasona. Brał udział w produkcji off-Broadwayowskich: Taniec sierżanta Musgrave’a Johna Ardena (1966) jako posterunkowy, Big Man / Duet na trzy osoby (1966) w roli Johna i Nikt nie słyszy zepsutego bębna Jasona Millera (1970).
Po raz pierwszy trafił na mały ekran w roli Arthura Quidda w jednym z odcinków serialu kryminalnego ABC Porucznik Hawk w akcji (Hawk, 1966) z Burtem Reynoldsem. Po występie w czarnej komedii Arthura Hillera Tygrys się całuje (The Tiger Makes Out, 1967) u boku Eliego Wallacha, zagrał w telewizyjnym dramacie kryminalnym ABC Kapelusz pełen deszczu (A Hatful of Rain, 1968) z Peterem Falkiem, dramacie kryminalnym Przyjemny sposób na umieranie (A Lovely Way to Die, 1968) z Kirkiem Douglasem i komedii George’a Seatona Co jest takiego złego w dobrym samopoczuciu? (What’s So Bad About Feeling Good?, 1968) z Mary Tyler Moore.
Jednak do świata wielkiego filmu wprowadził go jego przyjaciel Jack Nicholson. Ryan zagrał obok Nicholsona w dwóch kolejnych filmach Boba Rafelsona; były to: Pięć łatwych utworów (1970) i Król Marvin Gardens (1972). Później obaj aktorzy spotkali się na filmowym planie jeszcze trzykrotnie, przy okazji realizacji filmów: Przełomy Missouri (1976), Hoffa (1992) oraz kolejnym obrazie reżyserowanym przez Rafelsona pt. Listonosz zawsze dzwoni dwa razy (1981). Swoją najsłynniejszą kreację stworzył zapewne w filmie Uciekający pociąg (1985) grając sadystycznego bezwzględnego naczelnika więzienia Rankena, który za wszelką cenę chce zatrzymać uciekinierów z więzienia. Pod koniec lat 90. ostatecznie wycofał się z zawodu. W ostatnich latach życia pracował dając lekcje aktorstwa.
Zmarł nagle w wieku 70 lat, w wyniku wylewu krwi do mózgu.

## Filmografia

### Filmy fabularne
- 1970: Pięć łatwych utworów jako Spicer
- 1972: Król Marvin Gardens jako Surtees
- 1973: Dillinger jako Charles Makley
- 1974: A jednak żyje jako Frank Davis
- 1976: Przełomy Missouri jako Si
- 1976: Świat przyszłości jako dr Schneider
- 1978: A jednak żyje 2 jako Frank Davis
- 1981: Listonosz zawsze dzwoni dwa razy jako Kennedy
- 1983: Pierwszy krok w kosmos jako szef programu
- 1983: Do utraty tchu jako porucznik Parmental
- 1984: Cotton Club jako Joe Flynn
- 1985: Uciekający pociąg jako naczelnik Warden Ranken
- 1986: Siła pomsty jako prof. Elliott Glastenbury
- 1987: Punktualnie o trzeciej jako pan O’Rourke
- 1987: Śmiercionośna ślicznotka jako porucznik Kellerman
- 1987: Życzenie śmierci 4 jako Nathan White
- 1988: Gliniarz do wynajęcia jako Wieser
- 1989: Najlepsi z najlepszych jako Jennings
- 1990: Oddział Delta 2 jako gen. Taylor
- 1990: Klasa 1999 jako pan Hardin
- 1992: Hoffa jako Red Bennett
- 1992: Białe piaski jako handlarz bronią
- 1993: Batman: Maska Batmana – Buzz Bronski (głos)
- 1994: Żmija jako John Blackstone
- 1995: Niezwykła opowieść jako Grub
- 1996: Brudne pieniądze jako Micky Malnato

### Seriale telewizyjne
- 1973-78: Kojak jako Peter Ibbotson (gościnnie, 1974)
- 1974-78: Sierżant Anderson jako Collier (gościnnie, 1975)
- 1975-79: Starsky i Hutch jako detektyw Luke Huntley / Frank Malone (gościnnie, 1977 i 1979)
- 1972-83: M*A*S*H jako mjr Van Zandt (gościnnie, 1982)
- 1982-88: Cagney i Lacey jako Philip Corrigan (gościnnie, 1985)
- 1984-89: Policjanci z Miami jako Jake Manning (gościnnie, 1989)
- 1993-94: Przygody Brisco County Juniora jako szeryf Bob Cavendish (gościnnie, w odc. 10.)